# 9-Man: A Streetball Battle in the Heart of Chinatown
9-Man: A Streetball Battle in the Heart of Chinatown, mais coinhecido simplesmente por 9-Man, é um documentário canado-estadunidense de 2014 sobre o Voleibol de 9. O New York Times chamou-o de "um documentário absorvente".
O filme, que teve sua estreia mundial no Independent Film Festival Boston em 27 de abril de 2014, ganhou seis prêmios em festivais de cinema e foi transmitido na série America ReFramed do PBS World Channel em 5 de maio de 2015 e 24 de janeiro de 2017. O filme, que mostra uma competição masculina do Voleibol de 9, foi produzido por uma equipe predominantemente feminina, liderada pela diretora estreante Ursula Liang e pela editora Michelle Chang. No filme estão o atleta olímpico de vôlei dos EUA e comentarista da NBC Kevin Wong e o historiador de Chinatown, John Kuo Wei Tchen. 9-Man também apresenta o já falecido "prefeito" da Chinatown de Boston, Reggie Wong.
9-Man fez parte da série SkyFest nas companhias aéreas Virgin America no verão de 2015.
A música do filme foi escrita por Adam Rubenstein e Scott CHOPS Jung, o pioneiro produtor de hip-hop sino-americano e membro do Mountain Brothers.

## Sinopse
O documentário acompanha vários times Voleibol de 9 ao longo de uma temporada emoldurada por um retrato histórico da história de Chinatown e deste esporte. O primeiro ato do filme apresenta os Boston Knights, o Washington CYC (Chinese Youth Club), o Toronto Connex e os Boston Freemasons no início da temporada se preparando para a competição com outras equipes. No final do primeiro ato, um personagem do New York Haiyan Townsmen é apresentado, e as equipes regionais da Costa Leste competem no torneio New York Mini coroando um favorito do início da temporada.
O segundo ato do filme apresenta a história do jogo - uma viagem para Toisan (Taishan), China - e suas regras modernas, que incluem a limitação da participação de jogadores que não sejam "100% chineses". O esporte e o isolamento do jogo são revelados como descendentes diretos da Lei de Exclusão Chinesa e do racismo enfrentado pela comunidade.
O ato final do filme une os personagens, equipes e conflitos no torneio do campeonato NACIVT na Chinatown de Boston, estabelecendo o atleta olímpico Kevin Wong como o jogador a ser batido. À medida que as equipes lutam pelo título, elas também trazem à luz o pertencimento cultural e a perda da moderna Chinatown e da comunidade. O filme termina com uma cena apresentando o funeral de um querido membro da comunidade e outra cena em que lideranças do esporte contemplam a mudança do torneio para uma nova cidade – sem Chinatown.

## Prêmios e Indicações
- Jury Award - Best Feature Documentary, CAAMFest[17]
- Audience Award - Los Angeles Asian Pacific Film Festival[18]
- Special Jury Prize: Best Director - Los Angeles Asian Pacific Film Festival
- Grand Jury Award, Best Documentary Feature - Austin Asian American Film Festival
- Director's Choice Award - Seattle Asian American Film Festival
- Audience Award, Best Feature Documentary - Boston Asian American Film Festival[19]